# 鯨向海
鯨向海（1976年9月15日—），本名林志光，台灣詩人、精神科醫師。畢業於長庚大學醫學系。
鯨向海是90年代末崛起於田寮別業、山抹微雲等BBS站的學生寫手，曾以「南山抹北田寮」點出「BBS詩史」的概念，及其對新生代詩人的影響，楊佳嫻也是其中之一。
鯨向海以書寫自身之事為本位，詩中不乏俏皮、歡樂、搞怪等成分，少用艱深典故，擅於在俗常用語當中組裝詩意。

## 創作理念
鯨向海認為網路世代的發表平台，從BBS、部落格到Facebook，乍看之下耗弱了創作者的精力，但以楊佳嫻的《瑪德蓮》（臉書塗鴉牆上的創作集結）為例，網路空間發表的小品文、小詩句，其實也可視為新品種的文體。並且以董橋所說：「學問要能隨意化為漫談方才可觀。」認為楊佳嫻的《瑪德蓮》，正是以無數小筆記譜成的學問漫談。

## 著作

### 詩集
- 《通緝犯》（木馬文化，2002）
- 《精神病院》（大塊文化，2006/2021經典復刻）
- 《大雄》（麥田，2009）
- 《犄角》（大塊文化，2012）
- 《A夢》（逗點文創，2015）
- 《每天都在膨脹》（大塊文化，2018）

### 散文集
- 《沿海岸線徵友》（木馬文化，2005）
- 《銀河系焊接工人》（聯經，2011）

### 編選集
- 與楊佳嫻合編《青春無敵早點詩：中學生新詩選》（天下雜誌，2012）

## 外部連結
- 幻覺的行列（中時部落格）
- 鯨向海(Xiang-hai Jing) （页面存档备份，存于）（facebook）
- 偷鯨向海的賊 （页面存档备份，存于）（Blogspot）
- 銀河系焊接工人／鯨向海 （页面存档备份，存于）（無名小站）
- 偷鯨向海的賊 （页面存档备份，存于）（PChome 個人新聞台）